# Odolen Hrabišic
Odolen Hrabišic († po roce 1238) byl český šlechtic z rodu Hrabišiců.

## Život
Narodil se patrně jako levoboček Boreše I. Hrabišice. Nemohl mít proto sice vyšší aspirace, ale byl v rodině tolerován. Prameny ho poprvé zmiňují v roce 1224, kdy stál na samém konci svědečné řady. Roku 1238 byl přítomen u toho, když král Václav I. navštívil hrabišický rodový klášter v Oseku. Zřejmě byl otcem Bohuslava Hrabišice. Tomáš Velímský se domnívá, že tento Bohuslav byl otcem Odolena z Chyše. Pokud by měl pravdu, byl by Odolen Hrabišic předkem rodu Pětipešských z Chýš a Egerberka.